# Cobososia angulithorax
Cobososia angulithorax là một loài bọ cánh cứng trong họ Aderidae. Loài này được Desbrochers des Loges miêu tả khoa học năm 1881.